# Kanal 5 (Dinamarca)
O Kanal 5 (Canal 5) é um canal de televisão por subscrição dinamarquês operado pela SBS Discovery Media, uma subsidiária da Discovery Communications. A estação é transmitida para a Dinamarca via satélite a partir de Londres, mostrando principalmente filmes, espetáculos teatrais dos Estados Unidos e esportes.
O Kanal 5 transmitiu a versão dinamarquesa de So You Think You Can Dance.
O Kanal 5 é dono dos direitos de transmissão dinamarqueses para mostrar o futebol espanhol da La Primera Division, e junto com o Canal Digital compartilha os direitos de mostrar o futebol da Premier League inglesa.
A partir de 2007, o Kanal 5 comprou os direitos para exibir os filmes de James Bond.
O Kanal 5 é distribuído por cabo e satélite.

## Programação
- 14 anni on one
- Agentes da S.H.I.E.L.D.
- Alcatraz
- Big Brother
- Criminal Minds
- Criminal Minds: Suspect Behavior
- CSI
- CSI: Miami
- CSI: NY
- Dallas
- Felicity
- FlashForward
- Fringe
- Gary Unmarried
- Greek
- La Femme Nikita
- Law & Order: Special Victims Unit
- Less than Perfect
- Lost
- Nazitübbies
- No Ordinary Family
- NUMB3RS
- Once Upon a Time
- Popstars
- Providence
- 7 is 100 now στο TV100 Ελλάδα
- The Big Bang Theory
- The Bill Engvall Show
- The Killing
- Wipeout